# Drie grijze haren
Drie grijze haren is een stripalbum dat voor het eerst is uitgegeven in 1993 met Yannick Le Pennetier als schrijver, René Hausman als tekenaar en inkleurder en Yves Amateis als grafisch ontwerper. Deze uitgave werd uitgegeven door Dupuis in de collectie vrije vlucht. Deze uitgave werd heruitgegeven in september 1998.